# Alessandro Grandi
Alessandro Grandi (Venezia, marzo 1590 – Bergamo, giugno 1630) è stato un compositore italiano vissuto nel primo Seicento.

## Biografia
Alessandro Grandi nacque a Venezia nel 1590 nella parrocchia di San Geminiano. Intraprese la carriera ecclesiastica nel febbraio 1602, come chierico nella chiesa di San Moisè, ricevendo la tonsura e l'ostiariato il 23 marzo di quell'anno e i successivi ordini minori nel 1603-1604. Il 3 aprile 1604 divenne "giovine di choro" della cappella di San Marco, dove in via eccezionale, venendo spesso impiegato come cantore in considerazione delle sue notevoli qualità musicali. È probabile che in quegli anni abbia studiato musica con Giovanni Gabrieli e Giovanni Croce rispettivamente organista e maestro di cappella della cappella ducale di San Marco. Nel 1609 si trasferì a Ferrara come maestro di cappella dell'Accademia dello Spirito Santo, rimanendo in questo incarico fino al 1615, quando accettò di dirigere la ceppella dell'Accademia della Morte.

Nel 1613 aveva sposato la veneziana Lucia Archieri da cui ebbe numerosi figli. 

Nell'agosto 1617 lasciò Ferrara per ritornare a Venezia, avendo ottenuto un posto come cantore nella cappella di San Marco. Nel marzo 1618 fu nominato insegnante di canto presso il Seminario Gregoriano di Venezia. Nel 1620 fu nominato vicemaestro della cappella ducale di San Marco, all'epoca diretta da Claudio Monteverdi. Tuttavia, fra la fine del 1625 e il marzo 1626 lasciò questo posto, forse per contrasti con Monteverdi. 

Nel 1627 fu nominato maestro della cappella di Santa Maria Maggiore a Bergamo.

Morì di peste a Bergamo nel giugno 1630, insieme alla moglie e ai 10 figli.

## Composizioni
- Il primo libro de motetti a due, tre, quattro, cinque et otto voci (Venezia, 1610).
- Il secondo libro de motetti a due, tre et quattro voci (ivi, 1613).
- Motetti a cinque voci con le Letanie della Beata Vergine (Ferrara, 1614).
- Il terzo libro de motetti a due, tre et quattro voci, con le Letanie della Beata Vergine a cinque voci (Venezia, 1614).
- Madrigali concertati a due, tre et quattro voci (ivi, 1615).
- Il quarto libro de motetti a due, tre, quattro et sette voci (ivi, 1616).
- Celesti fiori… Libro quinto, dei suoi concerti a due, tre et quattro voci (ivi, 1619).
- Cantade et arie a voce sola (ivi, 1620).
- Motetti a cinque voci con l'aggionta di motetti di diversi auttori (ivi, 1620).
- Motetti a voce sola (ivi, 1621).
- Motetti a una et due voci con sinfonie d'istromenti (ivi, 1621).
- Madrigali concertati a due, tre et quattro voci… Libro secondo (ivi, 1622).
- Motetti a una, due et quattro voci con sinfonie d'istromenti… Libro secondo (ivi, 1625).
- Arie et cantade a doi e tre voci concertate con doi violini (ivi, 1626).
- Cantade et arie a voce sola… Libro terzo (ivi, 1626).
- Motetti a una, et due voci con sinfonie di due violini… Libro terzo (ivi, 1629).
- Salmi brevi a otto voci (ivi, 1629).
- Cantade et arie a voce sola… Libro quarto (ivi, 1629).
- Messa et salmi concertati a tre voci (ivi, 1630).
- Raccolta terza… de Messa et salmi… a due, tre et quattro voci (ivi, 1630).
- Il sesto libro de motetti a due, tre et quattro voci (ivi, 1630).